# Thiago Santos
Thiago Santos de Lima (Rio de Janeiro, 1984. január 7. –) brazil MMA-harcos (kevert harcművészetek). Jelenleg[mikor?] (2019) a Ultimate Fighting Championship (UFC) félnehézsúlyú versenyzője. 2010 óta profi MMA-s, a UFC-be a The Ultimate Fighter: Brazil 2-ben való részvételével került be.

## Háttér
Santos szegény családban született Rio de Janeiróban. Kétéves korában egy komoly betegség következményeként két ciszta nőtt a hasában. Ettől Santos hasa hatalmasnak tűnt, teste pedig meglehetősen elgyengült. Szerencsére egy műtét során sikeresen eltávolították őket. 1996-ban hatalmas özönvíz és áradás csapott le az otthonunkra, ezután a Cidade de Deus nevű környékre költöztek, ami magyarul azt jelenti, „Isten városa”. Ez a környék meglehetősen veszélyes volt. Santos 18 évesen belépett a katonaságba, ahol ejtőernyősként szolgált. Elmondása szerint egyszer az Amazonas vidékén ragadt, és napokig a vadásznia kellett, hogy legyen mit ennie. Hét éven keresztül szolgált aktívan a katonaságban. A harcok után a mai napig látható Santoson a „dögcédulája”.

## MMA-karrier

### A kezdetek
Santos először capoeirázni kezdett. Ezt 8 éven keresztül csinálta, és „zöld köteles” szintig jutott. (Ez körülbelül egy első szintű fekete övnek felel meg a brazil jitsuban.) Utána Muay Thai-ozni kezdett, majd a brazil dzsiu-dzsicuba szeretett bele, amiben fekete övet szerzett.
Santos – mint sokan mások – a Pride Fighting Championship mérkőzéseit látva szeretett bele az MMA-ba. 2010 októberében volt az első profi mérkőzése. Édesapja, Santos egyik példaképe ott tudott lenni az első mérkőzésen, de 15 napra rá sajnálatos módon elhunyt. Kisebb szervezetekben harcolt, ahol alig ha kapott 200 dollárt győzelmenként. Érdekesség, hogy volt küzdelme Vicente Luque ellen, még 2012-ben, aki ma már egy elismert váltósúlyú versenyző a UFC-ben. Mielőtt a The Ultimate Fighterbe került volna, 8 győzelem és 1 vereség volt a rekordja.

### The Ultimate Fighter: Brazil 2
2013 márciusában bejelentették, hogy Santos is szerepelni fog a The Ultimate Fighter (TUF): Brazil 2-ben. Több, mint 300 jelentkező közül 28-an kerültek be a váltósúlyú “show”-ba.
A nyitókörben Santos többségi pontozással legyőzte Gil Freitast, és ezzel bekerült a TUF házba. Őt választották utoljára, és így Fabricio Werdum csapatába került. A következő körben Santos Pedro Irie-vel küzdött, és nyert egyhangú pontozással. A negyeddöntőben Santos ellenfele Leonardo Santos volt, akitől kikapott egyhangú pontozással. Később az évadot Leonardo Santos nyerte meg. Érdekesség, hogy Leonardo Santos jelenleg a UFC-ben könnyűsúlyban versenyez, ami 66-70 kilót jelent, míg Santos félnehézsúlyban, ami 84-93 kilót jelent.

### Ultimate Fighting Championship
Annak ellenére, hogy nem nyerte meg a „show”-t, Santos szerződést kapott a UFC-től.

#### 2013
A debütálása 2013. augusztus 3-án a UFC 163-mon volt. Cezar Ferreira volt az ellenfele, aki a The Ultimate Fighter brazil győztese volt. Ez a küzdelem már középsúlyban volt. Santos kikapott az első menetbe egy guillotine-fojtás által.

#### 2014
Santos második küzdelme Ronny Markes ellen volt 2014. március 23-án a UFC Fight Night: Shogun vs Henderson 2-n. Santos megnyerte a harcot az első menetbe taktikai K.O.-val. (TKO)
Következő mérkőzése Uriah Hall ellen volt, 2014. július 5-én a UFC 175-ön. Egyhangú pontozással kikapott.

#### 2015
Santos Andy Enzzel küzdött meg 2015. január 30-án a UFC 183-on. Santos az első menetbe TKO-val nyerte meg a küzdelmet.
Következő mérkőzése a UFC-ben akkor debütáló Steve Bossé ellen 2015. június 27-én a UFC Fight Night 70-en. Ez volt Bossé első középsúlyú MMA harca is. Kiütéssel (K.O.) megnyerte Santos a küzdelmet az első menetben. Ezzel a mérkőzéssel Santos elnyerte a “Performance of the Night” díjat.
Santos következő küzdelme Elias Theodorou ellen volt 2015. december 10-én a UFC Fight Night 80-on. Santos a három menetes küzdelmet egyhangú pontozással megnyerte.

#### 2016
2016. május 14-én Santos a UFC 198-on Nate Marquardt-al küzdött meg. Santos K.O-val nyerte a a harcot az első menetben.
Santos következő mérkőzése a Gegard Mousasi ellen volt 2016. július 9-én. A küzdelem a UFC 200-on volt, ami az addig egyik legnagyobb és legtöbb sztárral telerakott gálának számított. Mousasi eredetileg Derek Brunson ellen küzdött volna, de sérülés miatt június 19-én bejelentették, hogy Santos veszi át a helyét. Mousasi kiütötte Santost az első menetben.
Következő harca Santosnak 2016. szeptember 24-én volt Eric Spicely ellen a UFC Fight Night 95-ön. Nagy meglepetést okozva Spicely az első menetbe egy hátsó fojtással megnyerte a küzdelmet. Ezzel elnyerte ő a Performance of the Night díjat.

#### 2017
Santos legközelebb Jack Marshman ellen küzdött 2017. február 19-én a UFC Fight Night 105-ön. Santos a második menetben megnyerte a harcot TKO-val. Santos nagyon látványos módon győzedelmeskedett, egy forgó sarok rúgással leütötte Marshmant, majd a földön ütésekkel befejezte a küzdelmet. Santos elnyerte ezzel a győzelemmel a Performance of the Night díjat.
Santos soron következő küzdelme Gerald Meerschaert ellen volt 2017. július 8-án a UFC 213-mon. Megnyerte a küzdelmet TKO-val a második menetben.
Úgy tűnt egy rövid ideig, hogy Michal Materla a UFC-be szerződik és vele fog megküzdeni Santos 2017. október 21-én a UFC Fight Night 118, ahol ők lettek volna a második lengyel gála fő mérkőzése. Végül Materla nem került a UFC-hez, ezért Santos nem kapott lehetőséget, hogy a gálán harcoljon. Ehelyett egy héttel később a UFC Fight Night 119-en küzdött meg Jack Hermansson-nal, akit az első menetbe TKO-val legyőzött.

#### 2018
2018. február 3-án Santos Antony Smith-el harcolt. Santos megnyerte a küzdelmet TKO-val a második menetben. Ezzel a küzdelem a Fight of the Night díjat jutalmazta nekik.
Santos következő ellenfele David Branch volt, akivel 2018. április 21-én a UFC Fight Night 128-on küzdött meg. Santos elvesztette a harcot kiütéssel az első menetben.
Santos a UFC-ben debütáló Kevin Holland ellen harcolt legközelebb 2018. augusztus 4-én a UFC 227-en. Santos egyhangú pontozással megnyerte a küzdelmet.

### Félnehézsúlyban

#### 2018
Santosnak Jimi Manuwa-val kellett volna küzdenie a félnehézsúlyú debütálásán 2018. szeptember 22-én a UFC Fight Night 137-en. Santos a sérült Glover Teixeirát helyettesítette volna. Azonban szeptember 16-án Jimi Manuwa is lemondta küzdelmet sérülés miatt. Eryk Anders helyettesítette őt. Santos győzött Anders ellen, miután a bíró leállította a küzdelmet, mert a harmadik menet után Anders már nem tudott a “sarkába” menni. (Ez ilyenkor taktikai K.O.-nak számít.) A küzdelemmel Fight of the Night díjat nyertek. Eryk Anders a küzdelem után humoros módon így nyilatkozott a Twitter oldalán(lefordítva): “Nem fogok hazudni, nem voltam ilyen fáradt a nászéjszakám óta”.
Santosnak végül csak összejött a küzdelem Jimi Manuwa ellen 2018. december 8-án a UFC 231-en. Egy nagyon izgalmas első menet után, ahol mindkét harcos nagyon komoly erejű ütéseket vitt be a másiknak, Santos a második menet elején be tudta fejezni Manuwát és K.O-val nyert. A Performance of the Night díjon kívül egy rekordot is begyűjtött, mivel hogy ez az ötödik harca volt egy naptári évben (másnak is van 5, de senkinek sincs több).

#### 2019
2019. február 23-án Santos ellenfele Jan Blachowicz volt. A páros az első Cseh gálán a UFC Fight Night 145-ön küzdött meg. Santos TKO-val nyert a harmadik menetben és ezzel a Performance of the Night díjat is elnyerte.
Santos félnehézsúlyban 3-0-nál járt és minden győzelmét kiütéssel érte el. Ez a teljesítmény lehetőséget nyújtott Santosnak, hogy Jon Jones ellen küzdjön meg a bajnoki övért. A UFC 239, aminek az ő küzdelmük volt a fő mérkőzése, 2019. július 6-án volt megrendezve. A gála közeledtével szinte senki nem vette komoly esélyesnek Santost, ami nem csoda, hisz Jon Jonest még soha nem verték meg (egy veresége van, diszkvalifikáció által). Santos általában nem sokat beszél a médiához angolul, hiszen az anyanyelve a portugál és tiszteletteljes az ellenfeleivel szemben, de Jon Jonest többször kritizálta a múltbeli szteroidos ügyei és a törvényszegései miatt. Nagyon szoros öt menet után, Jon Jones megosztott pontozással megnyerte a mérkőzést, ezzel megtartva a bajnoki övét. A vereség ellenére Santos volt az első ember az MMA történelmében, aki Jon Jones-szel el tudta érni azt az eredményt, hogy legalább az egyik bíró neki ítélje a harcot. Érdekesség, hogy Santos mindkét lábát lesérítette a küzdelemben és azóta műtéten is átesett. Ezt a gála egyik kommentátora, Joe Rogan észlelte és többször is említette a mérkőzés alatt. Ennek ellenére Santos folytatta a küzdelmet és többször is használta a lábait rúgásokhoz, amik tényleg látványosan nem voltak 100%-os állapotban. Másik érdekesség, hogy a küzdelem alatt Jon Jones szinte egyszer sem próbált meg birkózni Santossal annak ellenére, hogy ez elismert erénye Jon-nak.

## Magánélet
Santos üzemeltet egy nonprofit szervezetet “The Social Project” néven. A szervezet célja, hogy a riói hátrányos helyzetű gyerekeken segítsen. Ezt a küzdősportokkal való megismertetése teszi, a szervezet ingyenes edzéseket és ahhoz eszközöket szolgál. Santos személyesen is rendszeresen tart a gyerekeknek edzéseket. Santos elmondása szerint közel 100 gyerek jár rendszeresen.
Santos az évek során több becenevet is viselt, de jelenleg a legismertebb a “ Maretta”, ami magyarul azt jelenti, “kalapács”. Az elején nem szerette a becenevet, de azóta vélhetően megkedvelte, hiszen egy hatalmas kalapács a “Maretta” felirattal van a mellkasára tetoválva. A becenév a hatalmas erőre utal, amit a kezeiben hordoz. Ha megnézzük Santos MMA rekordját, tele van kiütés által szerzett győzelmekkel és többször is elnyerte ezzel a “Performance of the Night” díjat.

## Sikerei, díjai és rekordok
- Ultimate Fighting Championship
  - Performance of the Night (négyszer) vs. Jack Marshman, Steve Bossé, Jimi Manuwa és Jan Błachowicz
  - Fight of the Night (kétszer) vs. Anthony Smith és Eryk Anders
  - Legtöbb(döntetlen) harc egy naptári évben (5)
  - Legtöbb kiütés a UFC középsúlyú divízióban (8) (döntetlen Anderson Silvával)
- MMATorch.com
  - 2015 Best Knockout of the Half-Year vs. Steve Bossé
- MMAjunkie.com
  - 2018 Round of the Year (Első menet) vs. Jimi Manuwa
  - 2018 December Fight of the Month vs. Jimi Manuwa
  - 2018 Under-the-Radar Fighter of the Year

## MMA mérleg
| 28 mérkőzés     | 21 győzelem | 7 vereség |
| --------------- | ----------- | --------- |
| Kiütéssel       | 15          | 3         |
| Fojtás/feszítés | 1           | 2         |
| Pontozással     | 5           | 2         |

| Eredmény | Mérleg | Ellenfél           | Módja                                  | Esemény                                 | Dátum               | Menet | Idő       | Helyszín                                 | Megjegyzés                                    |
| -------- | ------ | ------------------ | -------------------------------------- | --------------------------------------- | ------------------- | ----- | --------- | ---------------------------------------- | --------------------------------------------- |
| Vereség  | 21–7   | Jon Jones          | Pontozás (megosztott)                  | UFC 239                                 | Július 6, 2019      | 5     | 5:00      | Las Vegas, Nevada, United States         | A UFC félnehézsúlyú bajnoki övért             |
| Győzelem | 21–6   | Jan Błachowicz     | TKO (ütések)                           | UFC Fight Night: Błachowicz vs. Santos  | Február 23, 2019    | 3     | 0:39      | Prague, Czech Republic                   | Performance of the Night.                     |
| Győzelem | 20–6   | Jimi Manuwa        | KO (ütés)                              | UFC 231                                 | December 8, 2018    | 2     | 0:41      | Toronto, Ontario, Canada                 | Performance of the Night.                     |
| Győzelem | 19–6   | Eryk Anders        | TKO (bírói megállítás)                 | UFC Fight Night: Santos vs. Anders      | Szeptember 22, 2018 | 3     | 5:00      | São Paulo, Brazil                        | Félnehézsúlyú debütálása. Fight of the Night. |
| Győzelem | 18–6   | Kevin Holland      | Pontozás (egyhangú)                    | UFC 227                                 | Augusztus 4, 2018   | 3     | 5:00      | Los Angeles, California, United States   |                                               |
| Vereség  | 17–6   | David Branch       | KO (ütések)                            | UFC Fight Night: Barboza vs. Lee        | Április 21, 2018    | 1     | 2:30      | Atlantic City, New Jersey, United States |                                               |
| Győzelem | 17–5   | Anthony Smith      | TKO (testrúgás és ütések)              | UFC Fight Night: Machida vs. Anders     | Február 3, 2018     | 2     | 1:03      | Belém, Brazil                            | Fight of the Night.                           |
| Győzelem | 16–5   | Jack Hermansson    | TKO (testrúgás és ütések)              | UFC Fight Night: Brunson vs. Machida    | Október 28, 2017    | 1     | 4:59      | São Paulo, Brazil                        |                                               |
| Győzelem | 15–5   | Gerald Meerschaert | TKO (ütések)                           | UFC 213                                 | Július 8, 2017      | 2     | 2:04      | Las Vegas, Nevada, United States         |                                               |
| Győzelem | 14–5   | Jack Marshman      | TKO (pörgö sarakas fejrúgás és ütések) | UFC Fight Night: Lewis vs. Browne       | Február 19, 2017    | 2     | 2:21      | Halifax, Nova Scotia, Canada             | Performance of the Night.                     |
| Vereség  | 13–5   | Eric Spicely       | Fojtás/feszítés (hátsó fojtás)         | UFC Fight Night: Cyborg vs. Lansberg    | Szeptember 24, 2016 | 1     | 2:58      | Brasília, Brazil                         |                                               |
| Vereség  | 13–4   | Gegard Mousasi     | KO (ütések)                            | UFC 200                                 | Július 9, 2016      | 1     | 4:32      | Las Vegas, Nevada, United States         |                                               |
| Győzelem | 13–3   | Nate Marquardt     | KO (ütések)                            | UFC 198                                 | Május 14, 2016      | 1     | 3:39      | Curitiba, Brazil                         |                                               |
| Győzelem | 12–3   | Elias Theodorou    | Pontozás (egyhangú)                    | UFC Fight Night: Namajunas vs. VanZant  | December 10, 2015   | 3     | 5:00      | Las Vegas, Nevada, United States         |                                               |
| Győzelem | 11–3   | Steve Bossé        | KO (fejrúgás)                          | UFC Fight Night: Machida vs. Romero     | Június 27, 2015     | 1     | 0:29      | Hollywood, Florida, United States        | Performance of the Night.                     |
| Győzelem | 10–3   | Andy Enz           | TKO (testrúgás és ütések)              | UFC 183                                 | Január 31, 2015     | 1     | 1:56      | Las Vegas, Nevada, United States         |                                               |
| Vereség  | 9–3    | Uriah Hall         | Pontozás (egyhangú)                    | UFC 175                                 | Július 5, 2014      | 3     | 5:00      | Las Vegas, Nevada, United States         |                                               |
| Győzelem | 9–2    | Ronny Markes       | TKO (testrúgás és ütések)              | UFC Fight Night: Shogun vs. Henderson 2 | Március 23, 2014    | 1     | 0:53      | Natal, Brazil                            |                                               |
| Vereség  | 8–2    | Cezar Ferreira     | Fojtás/feszítés (guillotine fojtás)    | UFC 163                                 | Augusztus 3, 2013   | 1     | 0:47      | Rio de Janeiro, Brazil                   |                                               |
| Győzelem | 8–1    | Denis Figueira     | TKO (fejrúgás és ütések)               | Watch Out Combat Show 20                | Július 27, 2012     | 1     | nem tudni | Rio de Janeiro, Brazil                   |                                               |
| Vereség  | 7–1    | Vicente Luque      | TKO (ütések)                           | Spartan MMA 2012                        | Április 28, 2012    | 1     | nem tudni | São Luís, Brazil                         |                                               |
| Győzelem | 7–0    | Junior Vidal       | TKO (ütések)                           | Watch Out Combat Show 18                | Március 3, 2012     | 1     | nem tudni | Rio de Janeiro, Brazil                   |                                               |
| Győzelem | 6–0    | Eneas Souza        | Fojtás/feszítés (hátsó fojtás)         | Watch Out Combat Show 17                | December 27, 2011   | 3     | 2:50      | Rio de Janeiro, Brazil                   |                                               |
| Győzelem | 5–0    | Marcos Viggiani    | Pontozás (egyhangú)                    | Spartan MMA 2011                        | November 26, 2011   | 3     | 5:00      | Rio de Janeiro, Brazil                   |                                               |
| Győzelem | 4–0    | Rafael Braga       | TKO (ütések)                           | Explosion Fight                         | Augusztus 13, 2011  | 1     | nem tudni | Rio de Janeiro, Brazil                   |                                               |
| Győzelem | 3–0    | Mauricio Chueke    | Pontozás (egyhangú)                    | Watch Out Combat Show 14                | Július 23, 2011     | 3     | 5:00      | Rio de Janeiro, Brazil                   |                                               |
| Győzelem | 2–0    | Gabriel Barreiro   | TKO (feladés és visszavonulás)         | Senna Fight                             | Április 16, 2011    | 2     | 1:53      | Rio de Janeiro, Brazil                   |                                               |
| Győzelem | 1–0    | Guilherme Benedito | Pontozás (egyhangú)                    | Watch Out Combat Show 10                | Október 10, 2010    | 3     | 5:00      | Rio de Janeiro, Brazil                   |                                               |

### The Ultimate Fighter: Brazil 2 mérlege
| Eredmény | Mérleg | Ellenfél        | Módja               | Esemény                        | Dátum                               | Menet | Idő  | Helyszín          | Megjegyzés                         |
| -------- | ------ | --------------- | ------------------- | ------------------------------ | ----------------------------------- | ----- | ---- | ----------------- | ---------------------------------- |
| Vereség  | 2–2    | Leonardo Santos | Pontozás (egyhangú) | The Ultimate Fighter: Brazil 2 | nem tudni (mikor adték le a TV-ben) | 2     | 5:00 | São Paulo, Brazil | Negyeddöntő.                       |
| Győzelem | 2–1    | Pedro Iriê      | Pontozás (egyhangú) | The Ultimate Fighter: Brazil 2 | nem tudni (mikor adták le a TV-ben) | 2     | 5:00 | São Paulo, Brazil | Helyettesitő küzdelem.             |
| Vereség  | 1–1    | William Macário | Pontozás (egyhangú) | The Ultimate Fighter: Brazil 2 | nem tudni (mikor adták le a TV-ben) | 2     | 5:00 | São Paulo, Brazil | Előzetes küzdelem.                 |
| Győzelem | 1–0    | Gil Freitas     | Pontozás (többségi) | The Ultimate Fighter: Brazil 2 | March 17, 2013 (amikor leadták)     | 2     | 5:00 | São Paulo, Brazil | TUF: Brazil 2 – a házba kerülésért |

## Fordítás
- Ez a szócikk részben vagy egészben  a   Thiago Santos (fighter) című angol Wikipédia-szócikk ezen változatának fordításán alapul.  Az eredeti cikk szerkesztőit annak laptörténete sorolja fel. Ez a jelzés csupán a megfogalmazás eredetét és a szerzői jogokat jelzi, nem szolgál a cikkben szereplő információk forrásmegjelöléseként.